# Deficit di piruvato chinasi
Il deficit di piruvato chinasi è una malattia metabolica ereditaria dell'enzima piruvato chinasi che influenza la sopravvivenza dei globuli rossi. L'ereditarietà è sia autosomica dominante che recessiva; classicamente, e più comunemente, l'ereditarietà è autosomica recessiva. Il deficit di piruvato chinasi è, dopo il deficit di G6PD, la seconda causa più comune di anemia emolitica dovuta alla carenza di un enzima.

## Segni e sintomi

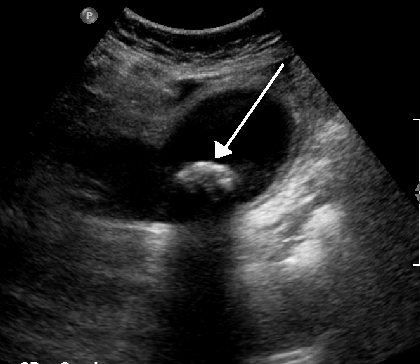
Colelitiasi

I sintomi possono essere estremamente vari tra coloro che soffrono di carenza di piruvato chinasi. La presenza della malattia per la maggior parte degli affetti è riconosciuta alla nascita, mentre alcuni presentano solo sintomi in periodi di grande stress fisiologico come la gravidanza o malattie acute (disturbi virali). I sintomi sono limitati o più gravi durante l'infanzia. Tra i sintomi del deficit di piruvato chinasi sono:
- Anemia emolitica (di grado lieve o grave)
- Colelitiasi
- Tachicardia
- emocromatosi
- Sclera itterica
- splenomegalia
- Ulcere alle gambe
- itterizia
- Fatica
- Respiro corto

## Eziologia
Il deficit della piruvato chinasi è dovuto a una mutazione nel gene PKLR. Esistono quattro isoenzimi della piruvato-chinasi, due dei quali sono codificati dal gene PKLR (isoenzimi L e R, che sono usati rispettivamente nel fegato e negli eritrociti). Le mutazioni nel gene PKLR causano quindi una deficienza dell'enzima piruvato chinasi.

Esistono 180 diverse mutazioni sono state trovate sul gene che codifica per gli isoenzimi L e R, 124 delle quali sono mutazioni missenso a singolo nucleotide. Il deficit di piruvato chinasi ha più comunemente ereditarietà autosomica recessiva. Sebbene i sintomi del disturbo si presentino per lo più in caso di omozigosi, alcuni individui eterozigoti possono anche mostrare dei segni clinici.

## Patofisiologia

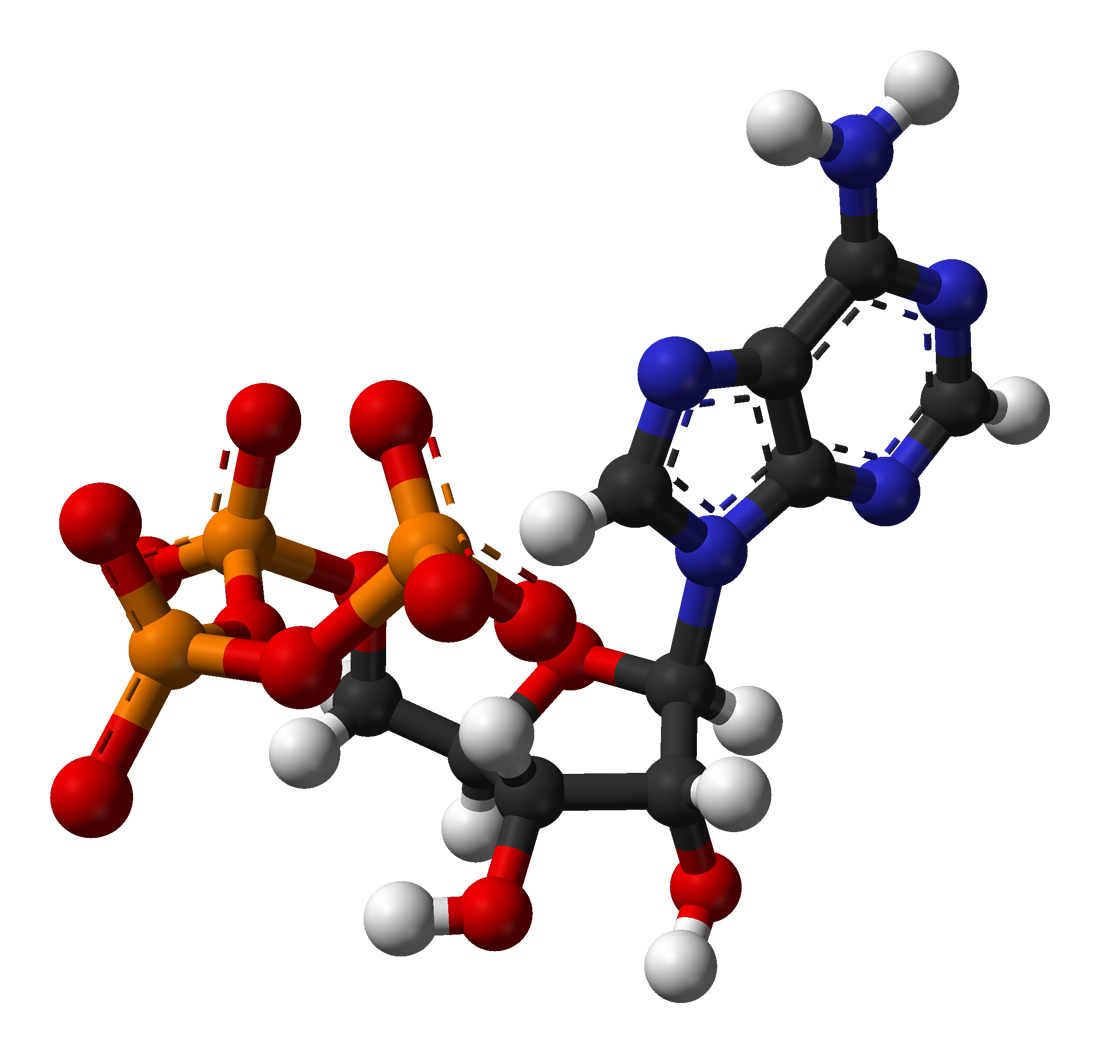
ATP-3D

La piruvato chinasi è l'ultimo enzima coinvolto nel processo glicolitico: catalizza il trasferimento di un gruppo fosfato dal fosfoenolpiruvato (PEP) all'ADP producendo ATP, fosfrilazione a livello di substrato, e piruvato. Questa è la seconda fase di produzione di ATP del processo e la terza reazione di regolazione della via. Il deficit di piruvato chinasi nei globuli rossi porta a una quantità inadeguata, o completa carenza, dell'enzima, bloccando il completamento della via glicolitica. Pertanto nei globuli rossi verranno a mancare l'ATP e il piruvato prodotti dall'ultima reazione della via glicolitica.
Gli eritrociti maturi mancano di un nucleo e di mitocondri. Senza un nucleo, non hanno la capacità di sintetizzare nuove proteine, quindi se succede qualcosa alla loro piruvato-chinasi, non sono in grado di generare enzimi sostitutivi per tutto il resto del loro ciclo vitale. Senza i mitocondri, gli eritrociti sono fortemente dipendenti dalla generazione anaerobica di ATP durante la glicolisi per quasi tutti i loro fabbisogni energetici.
Con insufficienza di ATP in un eritrocita, tutti i processi attivi nella cellula si fermano. Le pompe di sodio ATPasi di potassio sono le prime a fermarsi. Poiché la membrana cellulare è più permeabile al potassio rispetto al sodio, il potassio fuoriesce. Il fluido intracellulare diventa ipotonico: l'acqua seguendo il gradiente di concentrazione del Sodio, fuoriesce dalla cellula. La cellula si restringe e si verifica una morte cellulare per "disidratazione a livello cellulare". Ecco come una carenza di piruvato chinasi provoca anemia emolitica: il corpo diventa carente di globuli rossi in quanto quest'ultimi consumano ATP ad un ritmo maggiore di quello che riescono a creare.

## Diagnosi
La diagnosi di carenza di piruvato chinasi può essere effettuata mediante conta ematica completa (conta ematica differenziale) e conta dei reticolociti. Altri metodi includono saggi enzimatici diretti, che possono determinare i livelli di piruvato chinasi negli eritrociti separati mediante centrifugazione in densità, così come il sequenziamento diretto del DNA. Per la maggior parte quando si ha a che fare con il deficit di piruvato chinasi, queste due tecniche diagnostiche sono complementari l'una all'altra in quanto entrambe contengono i propri difetti. Le analisi enzimatiche dirette possono diagnosticare il disturbo e i test molecolari confermano la diagnosi o viceversa. Inoltre, i test per determinare i sali biliari (bilirubina) possono essere utilizzati per vedere se la colecisti è stata compromessa.

## Trattamento
La maggior parte degli individui affetti da carenza di piruvato chinasi non necessita di trattamento. Quegli individui che sono più gravemente colpiti possono morire in utero di anemia o possono richiedere un trattamento intensivo. Con questi gravi casi di carenza di piruvato chinasi nei globuli rossi, il trattamento è l'unica opzione, non esiste una cura. Tuttavia, il trattamento è solitamente efficace nel ridurre la gravità dei sintomi.
Il trattamento più comune sono le trasfusioni di sangue, specialmente nei neonati e nei bambini piccoli. Questo viene fatto se il numero dei globuli rossi scende a un livello critico. Il trapianto di midollo osseo è stato anche condotto come opzione di trattamento.
Il corpo in maniera autonoma cerca di compensare la malattia. Infatti viene aumentata la produzione di eritrociti (reticolocitosi) perché i reticolociti sono globuli rossi immaturi che contengono ancora i mitocondri e quindi possono produrre ATP attraverso la fosforilazione ossidativa. Pertanto, un'opzione di trattamento in casi estremamente gravi è di eseguire una splenectomia. Ciò non impedisce la distruzione degli eritrociti, ma aiuta ad aumentare la quantità di reticolociti nel corpo poiché la maggior parte dell'emolisi si verifica quando i reticolociti sono intrappolati nell'ambiente ipossico della milza. Questo riduce grave anemia e la necessità di trasfusioni di sangue.

## Epidemiologia
Il deficit di piruvato-chinasi avviene in tutto il mondo, tuttavia l'Europa settentrionale e il Giappone presentano la maggior parte dei casi al mondo. La prevalenza del deficit di piruvato chinasi è di circa 51 casi per milione nella popolazione generale (frequenza ottenuta attraverso la frequenza del gene colpito dalle mutazioni).